# Hylocereus undatus
Hylocereus undatus is een terrestrische of epifytische, kruipende, klimmende of hangende rijk vertakte cactus met tot 6 m lange, succulente, gevleugelde scheuten die zich met luchtwortels aan het substraat hechten. Op de vleugels van de scheuten zitten kleine wratjes (glochiden) met daarop twee tot vijf korte doornen.
De bloemen vormen zich aan groene, afgeronde bloemscheuten, die vlezige, afstaande schubben hebben en het vruchtbeginsel omgeven. De vele smalle, lancetvormige, tot 11 cm lange, gele of wittige, uitgespreide kroonbladeren staan in twee kransen, waaruit een bosje bleekgele meeldraden steekt. De bloemen zijn alleen 's nachts geopend en worden bestoven door vleermuizen.
De vruchten (bekend als pitaja) zijn doornloze, vlezige, ronde of ovale bessen met een rijp rozerode schil met driehoekige, tot 8 cm lange schubben. De pitaja's worden tot 20 cm groot. De schil is 1 cm dik en omsluit een vruchtholte, die gevuld is met glazig-witte, sappige pulp met daarin vele, tot 3 mm grote, zwarte zaden. De pulp is matig aromatisch in tegenstelling tot de pitaja van Selenicereus megalanthus, die veel zoeter en aromatischer smaakt.
Hylocereus undatus komt van nature voor in Zuid-Mexico en aan de westkust van Midden-Amerika. De soort wordt geteeld in tropisch Amerika en op sommige plekken in Afrika, Azië (vooral Thailand) en Australië.
Het geslacht Hylocereus bestaat uit circa twintig soorten, waarvan vooral de sterk gelijkende Hylocereus polyrhizus met vruchten met rozerode pulp veel wordt gekweekt.

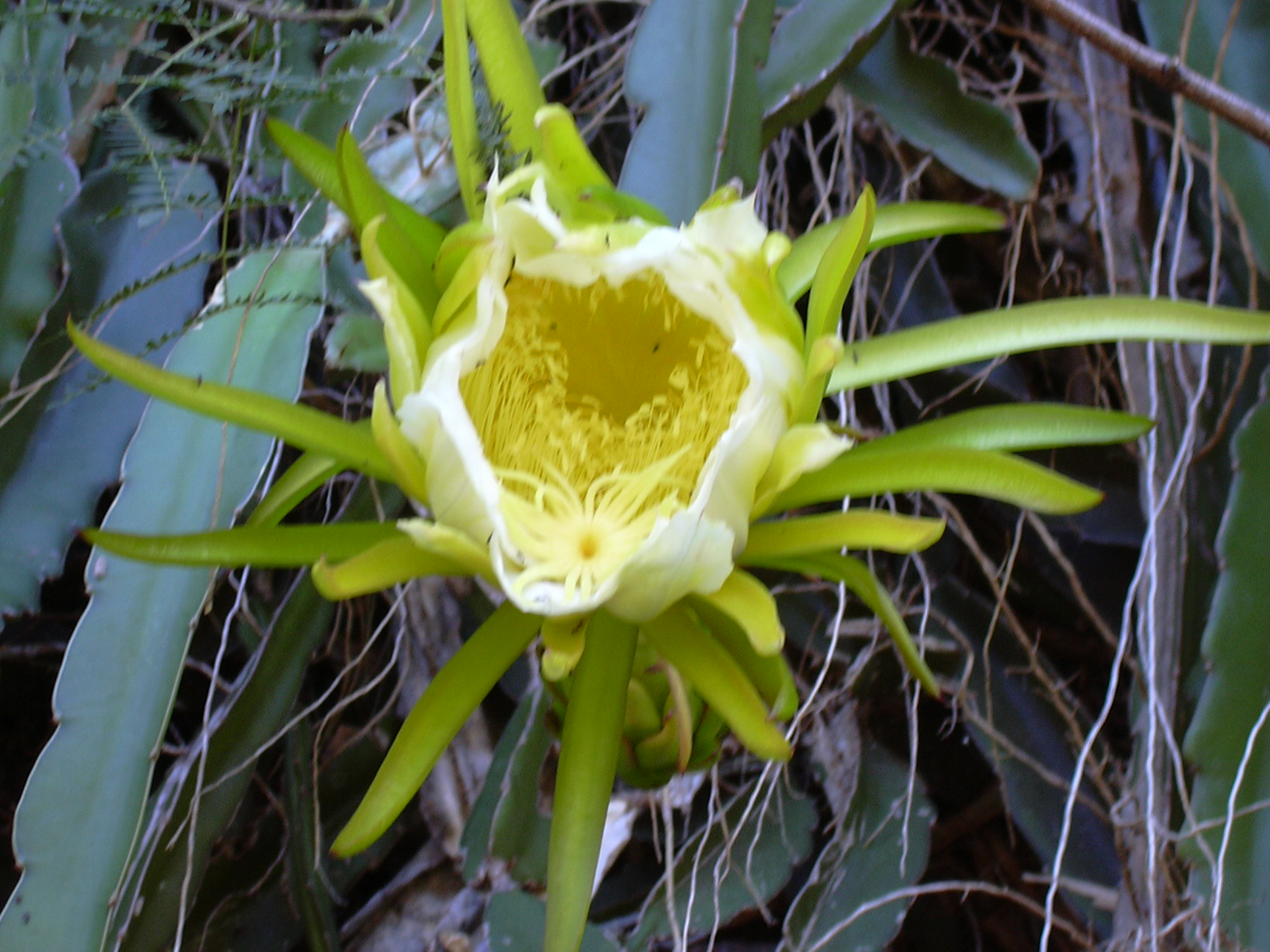
Bloem

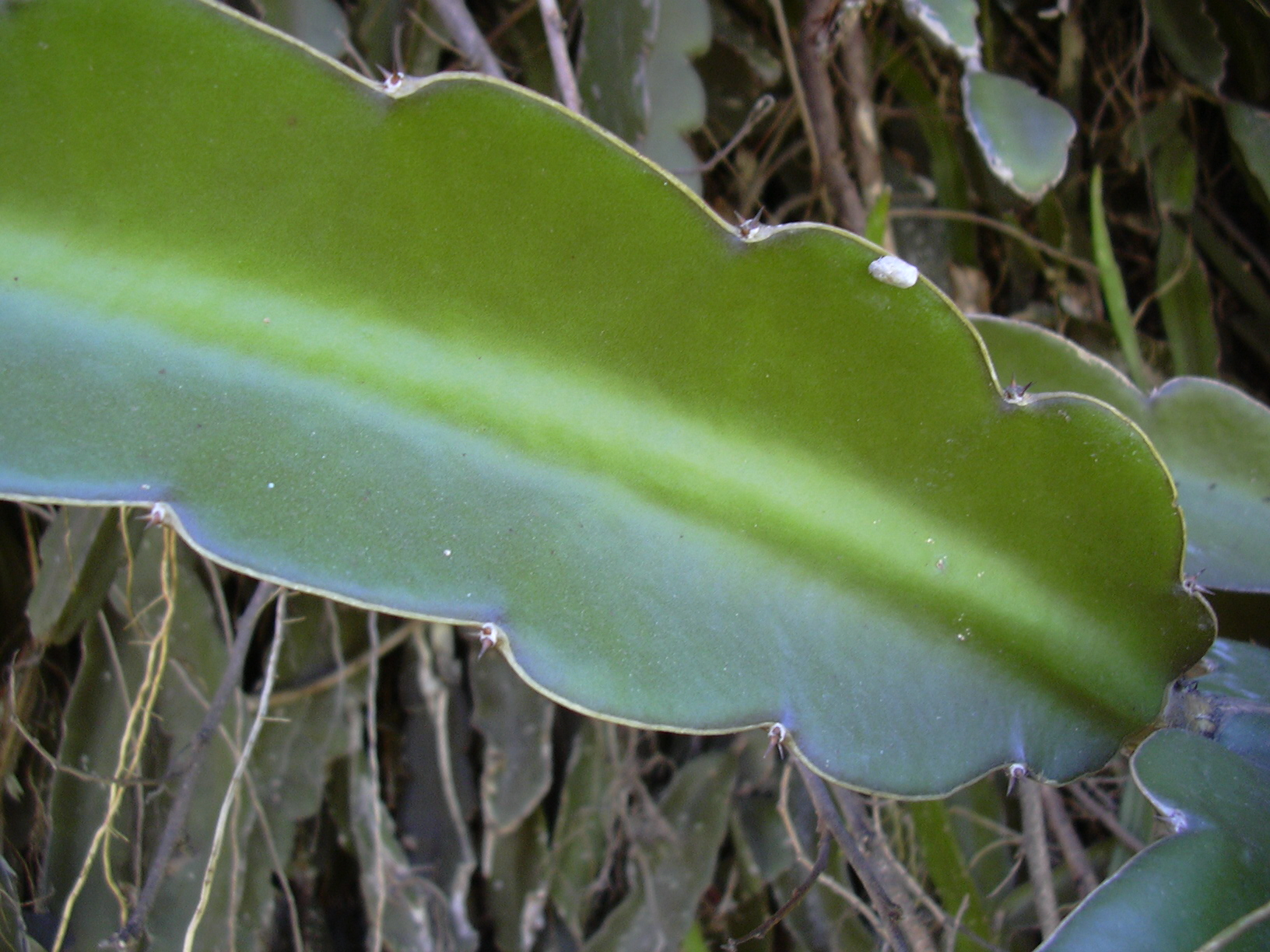
Stengellid

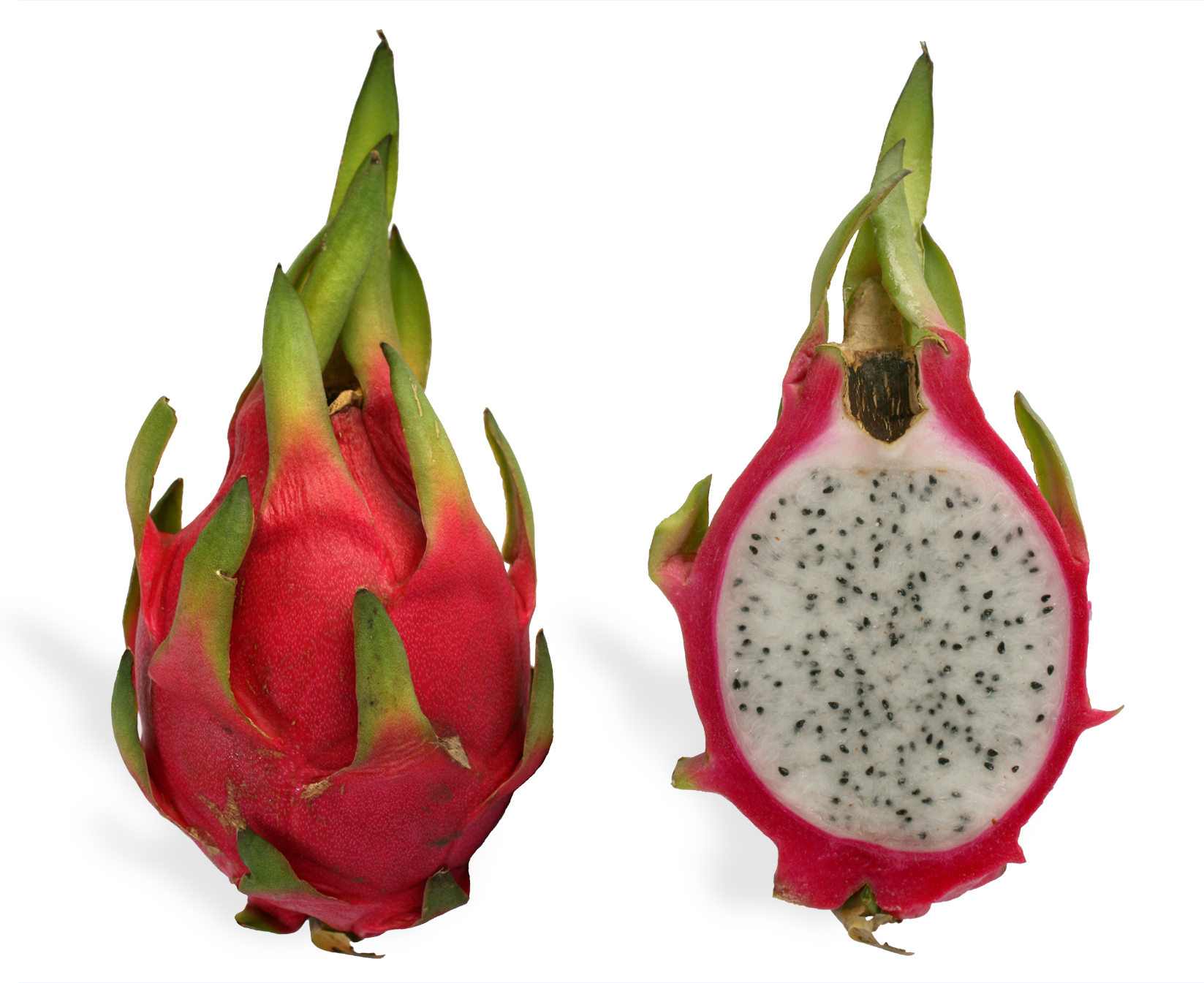
Gehalveerde pitaja